# Liste des longs métrages produits par les Studios Disney
Cet article court présente un sujet plus développé dans plusieurs articles dérivés.
 (octobre 2024).
Pour des articles plus généraux, voir Long métrage, Production audiovisuelle et Walt Disney Studios.
Les longs métrages produits par les Studios Disney, ou plus simplement les films Disney, sont principalement divisés entre :
- les longs métrages d'animation ;
  - les suites de longs métrages d'animation ;
- les longs métrages en prises de vues réelles ;
- les « Classiques d'animation Disney », qui peuvent appartenir à l'une ou l'autre catégorie.